# Блакитний карбункул (фільм, 1979)
«Блакитний карбункул» (рос. «Голубой карбункул») — білоруський радянський художній фільм 1979 року режисера Микола Лук'янов за мотивами оповідань Артура Конан Дойля про Шерлока Холмса і доктора Ватсона.

## Сюжет
Історія про діамант, що носить ім'я «Блакитний карбункул».

## У ролях
- Альгімантас Масюліс
- Ернст Романов
- Борис Галкін
- Ірина Печерникова
- Валентина Титова
- Олег Корчиков
- Ігор Дмитрієв
- Юріс Стренга
- Олена Волошина
- Віктор Лебедєв
- Пеетер Симм
- Костянтин Тітов
- Вілніс Бекеріс
- Валентин Букін
- Володимир Січкар
- Едгарс Лієпіньш
- Вайроніс Яканс
- Вікторс Звайгзне

## Творча група
- Сценарій: Анатолій Делендік
- Режисер: Микола Лук'янов
- Оператор: Анатолій Клеймбонов
- Композитор: Володимир Дашкевич